# ツナキャセロール

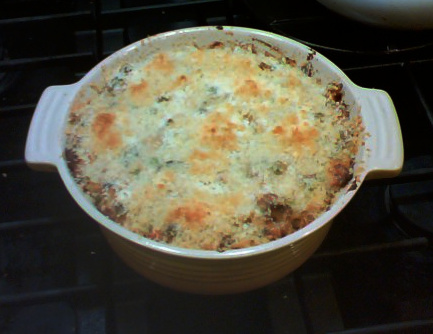
ツナキャセロールの例

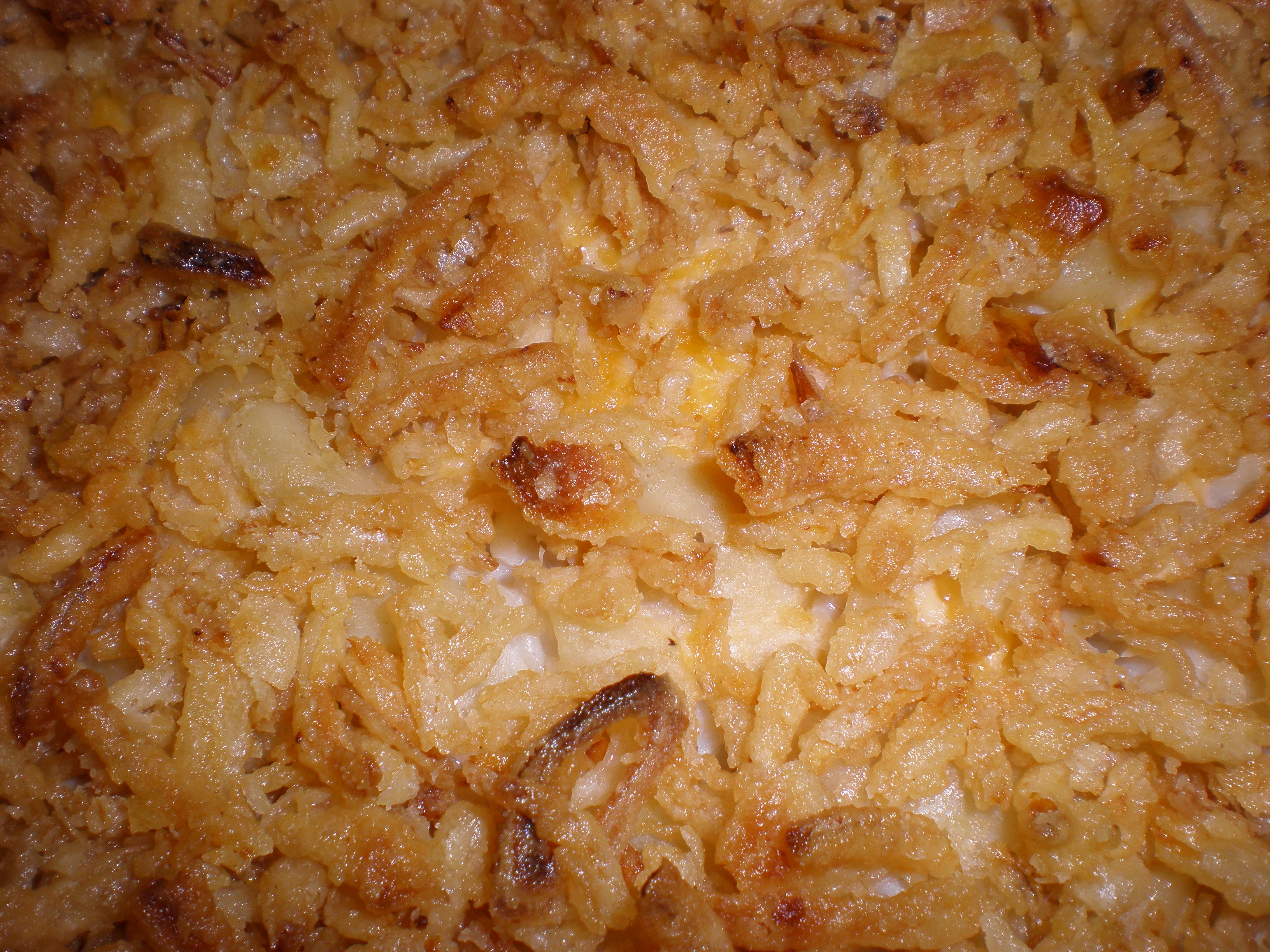
ツナキャセロールの表面

ツナキャセロール、ツナ・キャセロール（英語: Tuna casserole）はツナ（ツナ缶）を用いたキャセロール料理の1種。
ツナとパスタまたは米にソースを加えて耐熱容器に入れ、オーブンで加熱調理した料理である。アメリカ合衆国では人気の高い料理。
従来は手の込んだ料理であったが、1934年にキャンベル社が濃縮スープの缶詰であるクリーム・オブ・マッシュルーム・スープ缶詰を発売し、この缶詰を利用した家庭料理が人気となり、1952年には『濃縮スープを使った料理』という缶詰を利用したレシピ本が出版され、缶詰を利用したツナキャセロールのレシピも紹介されたことで、アメリカ合衆国では人気料理の1つとして確立されるようになった。
スヌーピーが登場する漫画『ピーナッツ』の作者チャールズ・M・シュルツの好物料理としても知られ、2022年に日本の帝国ホテルで「シュルツ生誕100周年企画」が開催された際にはレストランメニューの「料理長スヌーピーのレストランプラン 10th story」の「オードブルの盛り合わせ」にツナキャセロールが加えられている。